# Liski (Rosja)

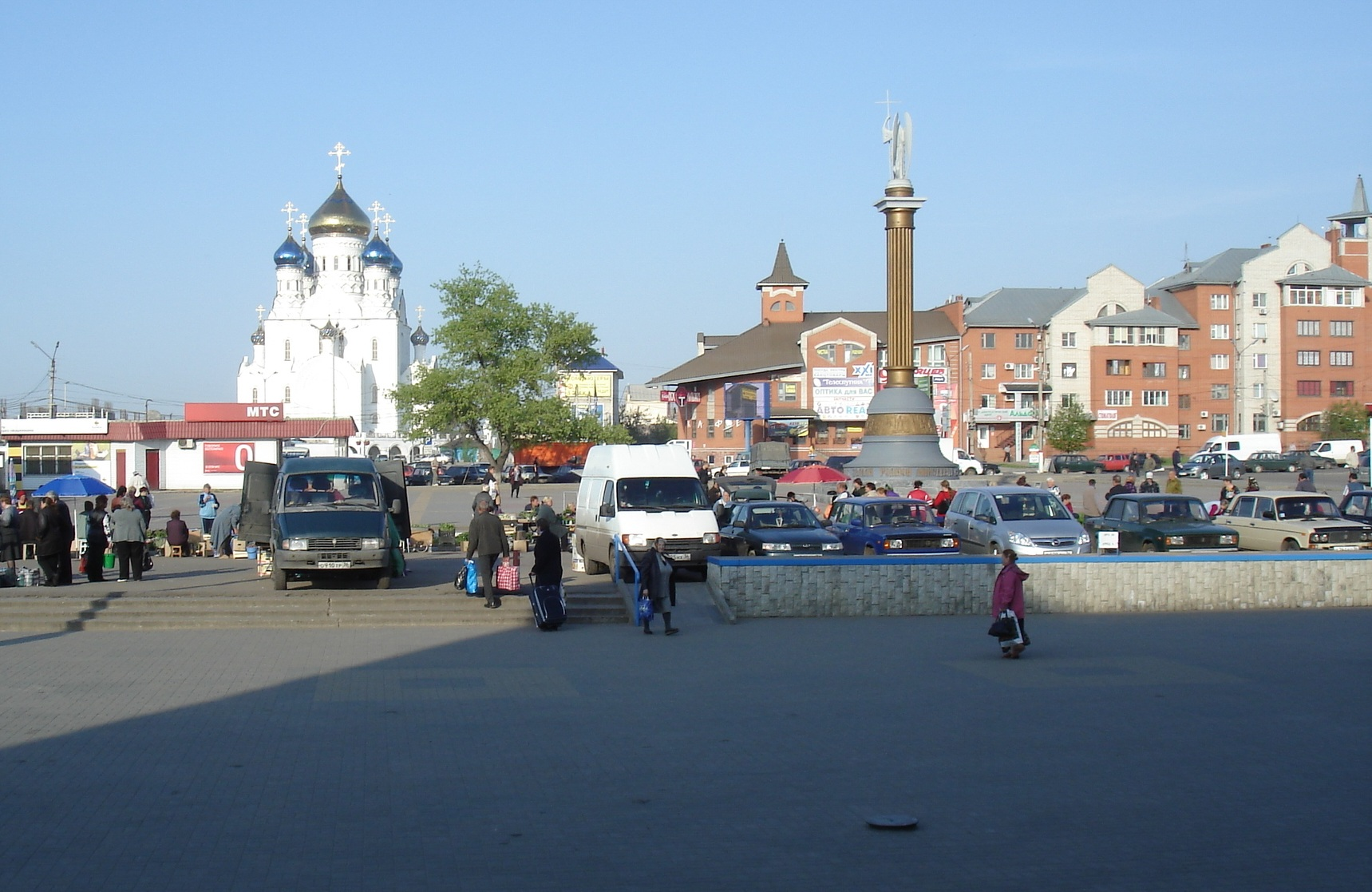
Liski

Liski (ros. Лиски) – miasto w Rosji, w obwodzie woroneskim, port nad Donem. W 2020 roku liczyło 53 504 mieszkańców.

## Miasta partnerskie
- Paweł banja, Bułgaria[3]